# Catedral do Espírito Santo de Terrassa

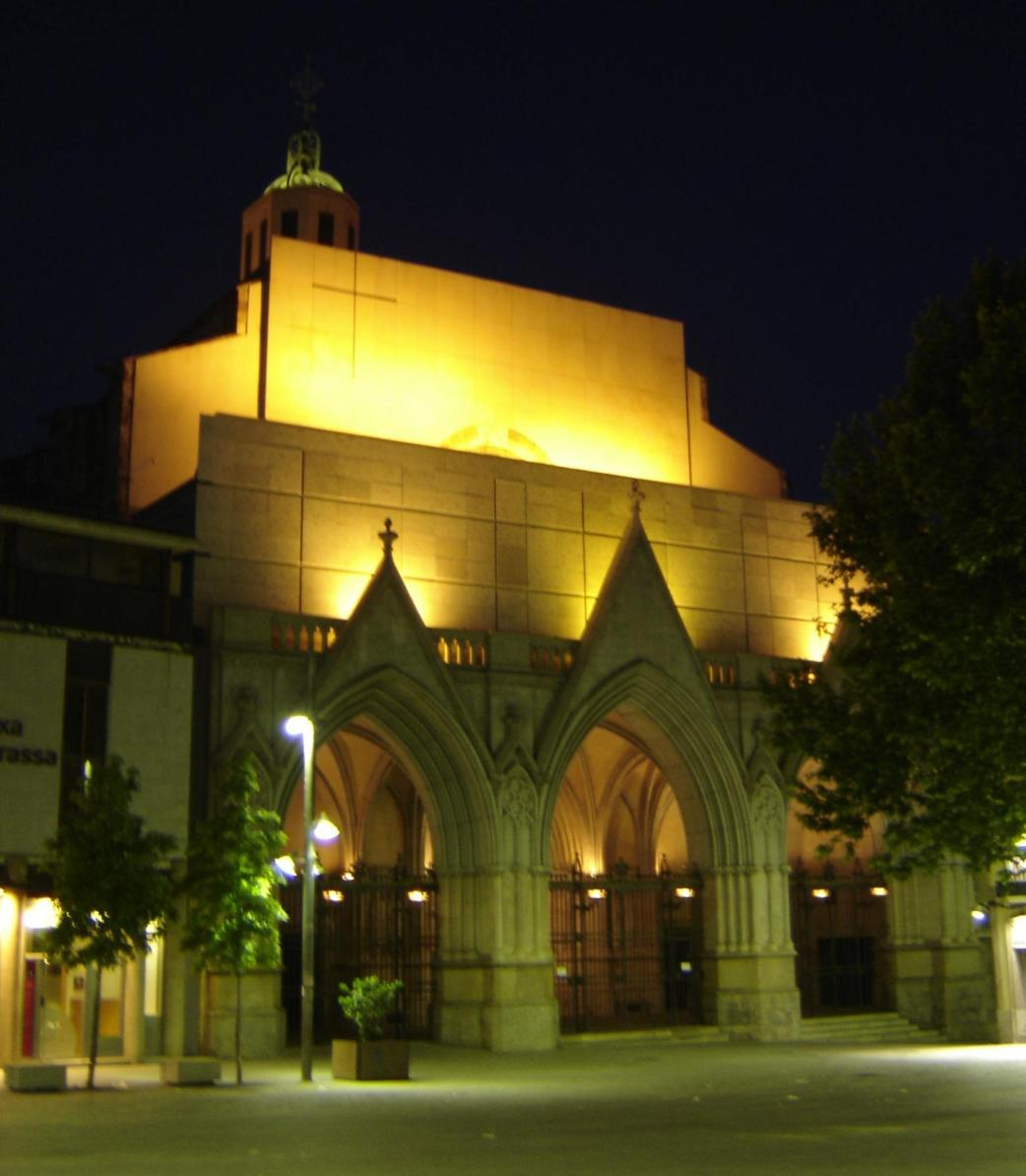

A Catedral-Basílica do Espírito Santo em Terrassa é um edifício religioso situado na Praça Velha de Terrassa que é dedicado ao Espírito Santo.